# Сили реагування НАТО
Сили реагування НАТО (англ. NATO Response Force (NRF)  — мобільні з'єднання і підрозділи сухопутних, повітряних і військово-морських сил та сил спеціального призначення, що утримуються у високому рівні бойової готовності і можуть швидко вводитися в дію в разі потреби швидкого реагування.
Сили реагування НАТО були створені на листопадовому саміті НАТО 2002 у Празі на заміну Союзного Командування Європи Мобільними Силами. Перші перемовини про реорганізації мобільних сил НАТО відбулись у серпні 2002 у Варшаві з ініціативи міністра оборони США Дональда Рамсфелда. СШР перебувають у постійній бойовій готовності.

## Історія
Сили швидкого реагування НАТО (СШР) чисельністю до 25.000 солдат виділені із ЗС для швидкої реакції при загрозі безпеки країнам-учасникам НАТО, кризових ситуаціях. Їхньою метою є збільшення здатності сил НАТо до швидкого, спільного реагування, прискорення модернізації і трансформації усіх ЗС країн-членів. Переміщення СШР відбувається згідно з угодою з Приймаючими країнами.
Складаються з військ сухопутних, спеціального призначення, повітряних, морських сил, що готові впродовж 5 днів до проведення операцій евакуації чи реагування на кризові ситуації в усіх частинах світу. При значному військовому конфлікті (війні) повинні стримувати ворога до підходу основних сил до 30 днів. Рішення про застосування СШР приймає Північноатлантична рада. Сухопутні сили СШР НАТО силою бригади здатні провадити операції вимушеного силового входу (forced-entry). Морські сили виконують роль ударної групи з авіаносцем, сухопутної і амфібійної груп. Повітряні сили здатні провадити до 200 щоденних вильотів. В операціях можуть використати спеціальні підрозділи.
Що 6 місяців члени НАТО проводять ротації частин СШР. Частини виведені зі складу СШР впродовж 6 місяців проводять інтенсивні навчання до нової ротації.
На вересневому Уельському саміті НАТО 2014 було вирішено через інтервенцію в Криму, війну на сході України, агресивну поведінку керівництва Росії провести реорганізацію і збільшити чисельність сил швидкого реагування, здатних розгорнутись впродовж декількох днів у східних країнах-членах НАТО. Польща, Румунія, Литва, Литва, Естонія виразили готовність прийняти на своїй території об'єкти базування цих сил.

### Застосування
Сили швидкого реагування НАТО можуть застосовувати у випадку:
- Згідно ст. 5 Північноатлантичного договору про принципи спільної оборони країн НАТО СШР можна застосувати від відбиття загрози одному чи більше членів Організації
- Можуть застосовуватись при евакуації, допомоги жертвам природних катастроф, гуманітарних катастроф, антитерористичних операціях
- Можуть виконувати роль авангарду перед введенням основних сил
- Можуть застосовуватись для демонстрації потуги ЗС НАТО, підтвердження солідарності у разі розвитку кризових ситуацій

Оперативно підлягають по черзі по 12 місяців Командуванню об'єднаними силами (англ. Joint Forces Command) у Брюнсюмі (Нідерланди), Союзному командуванню об'єднаними силами (англ. Allied Joint Force Command) у Неаполі, Об'єднаному штабу (англ. Joint Headquarters) у Лісабоні.

### Місії
Підрозділи СШР охороняли Літні Олімпійські ігри 2004 в Афінах, президентські вибори в Афганістані 2004, гуманітарній операції після урагану Катріна 2005, гуманітарній операції після землетрусу в Пакистані 2005—2006.
Було проведено 17 навчань СШР за участі 14 країн. Найбільші з них «Steadfast Jazz» за участі 6000 солдатів з 28 країн НАТО і 3 країн-партнерів відбулись 2-9 листопада 2013 року у Польщі.

## Морські групи швидкого реагування НАТО
1-а постійна військово-морська група НАТО (англ. Standing NATO Maritime Group 1; SNMG1)
2-а постійна військово-морська група НАТО (англ. Standing NATO Maritime Group 2; SNMG2).
1-а постійна протимінна група НАТО (англ. Standing NATO Mine Countermeasures Group 1; SNMCMG1)
2-а постійна протимінна група НАТО (англ. Standing NATO Mine Countermeasures Group 2; SNMCMG2)